# Zoteux
Zoteux (verouderd Nederlands: Teralteren) is een gemeente in het Franse departement Pas-de-Calais (regio Hauts-de-France) en telt 390 inwoners (1999). De plaats maakt deel uit van het arrondissement Montreuil.

## Naam
De spelling van de naam van het dorp heeft door de eeuwen heen gevarieerd. Chronologisch heette het achtereenvolgens: Altaria (1142), Altaribus (1150), Auteus (1300), Autheux, Les Auteux (1656), Les Hosteux en uiteindelijk in 1725 Zoteux. Hierna kreeg en behield het zijn huidige naam en spellingswijze.
De naam van de gemeente luidt in het Picardisch Zotiu en in Frans-Vlaams Teralteren.

## Geografie
De oppervlakte van Zoteux bedraagt 7,3 km², de bevolkingsdichtheid is 53,4 inwoners per km².
De onderstaande kaart toont de ligging van Zoteux met de belangrijkste infrastructuur en aangrenzende gemeenten.

## Demografie
Onderstaande figuur toont het verloop van het inwonertal (bron: INSEE-tellingen).